# CMBL
CMBL (англ. Carboxymethylenebutenolidase homolog) – білок, який кодується однойменним геном, розташованим у людей на 5-й хромосомі. Довжина поліпептидного ланцюга білка становить 245 амінокислот, а молекулярна маса — 28 048.
| 10         |  | 20         |  | 30         |  | 40         |  | 50         |
| ---------- |  | ---------- |  | ---------- |  | ---------- |  | ---------- |
| MANEAYPCPC |  | DIGHRLEYGG |  | LGREVQVEHI |  | KAYVTKSPVD |  | AGKAVIVIQD |
| IFGWQLPNTR |  | YIADMISGNG |  | YTTIVPDFFV |  | GQEPWDPSGD |  | WSIFPEWLKT |
| RNAQKIDREI |  | SAILKYLKQQ |  | CHAQKIGIVG |  | FCWGGTAVHH |  | LMMKYSEFRA |
| GVSVYGIVKD |  | SEDIYNLKNP |  | TLFIFAENDV |  | VIPLKDVSLL |  | TQKLKEHCKV |
| EYQIKTFSGQ |  | THGFVHRKRE |  | DCSPADKPYI |  | DEARRNLIEW |  | LNKYM      |

A: Аланін

C: Цистеїн

D: Аспарагінова кислота

E: Глутамінова кислота

F: Фенілаланін

G: Гліцин

H: Гістидин

I: Ізолейцин

K: Лізин

L: Лейцин

M: Метіонін

N: Аспарагін

P: Пролін

Q: Глутамін

R: Аргінін

S: Серин

T: Треонін

V: Валін

W: Триптофан

Кодований геном білок за функціями належить до гідролаз, фосфопротеїнів. 
Задіяний у такому біологічному процесі, як ацетилювання. 
Локалізований у цитоплазмі.